# Power of the Cross
Power of the Cross è un cortometraggio muto del 1916 scritto e diretto da Burton L. King. Prodotto dalla Selig Polyscope Company, il film aveva come interpreti Robyn Adair, Virginia Kirtley, Eugenie Forde, Ed Brady.

## Produzione
Il film fu prodotto dalla Selig Polyscope Company.

## Distribuzione
Distribuito dalla General Film Company, il film - un cortometraggio in tre bobine - uscì nelle sale cinematografiche statunitensi il 25 settembre 1916.